# منات

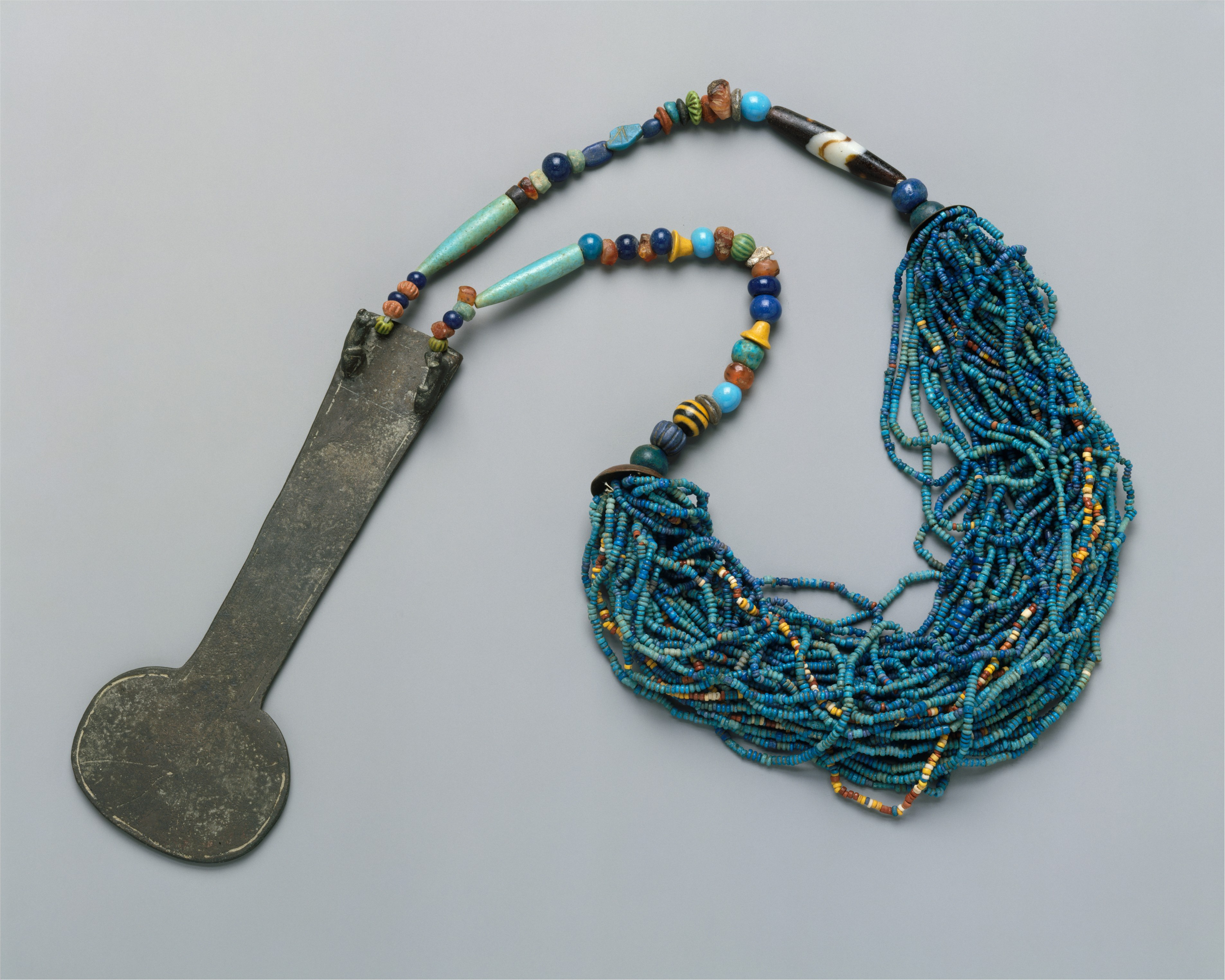
قلادة منات من منطقة ملقطة، أواخر الأسرة الثامنة عشر

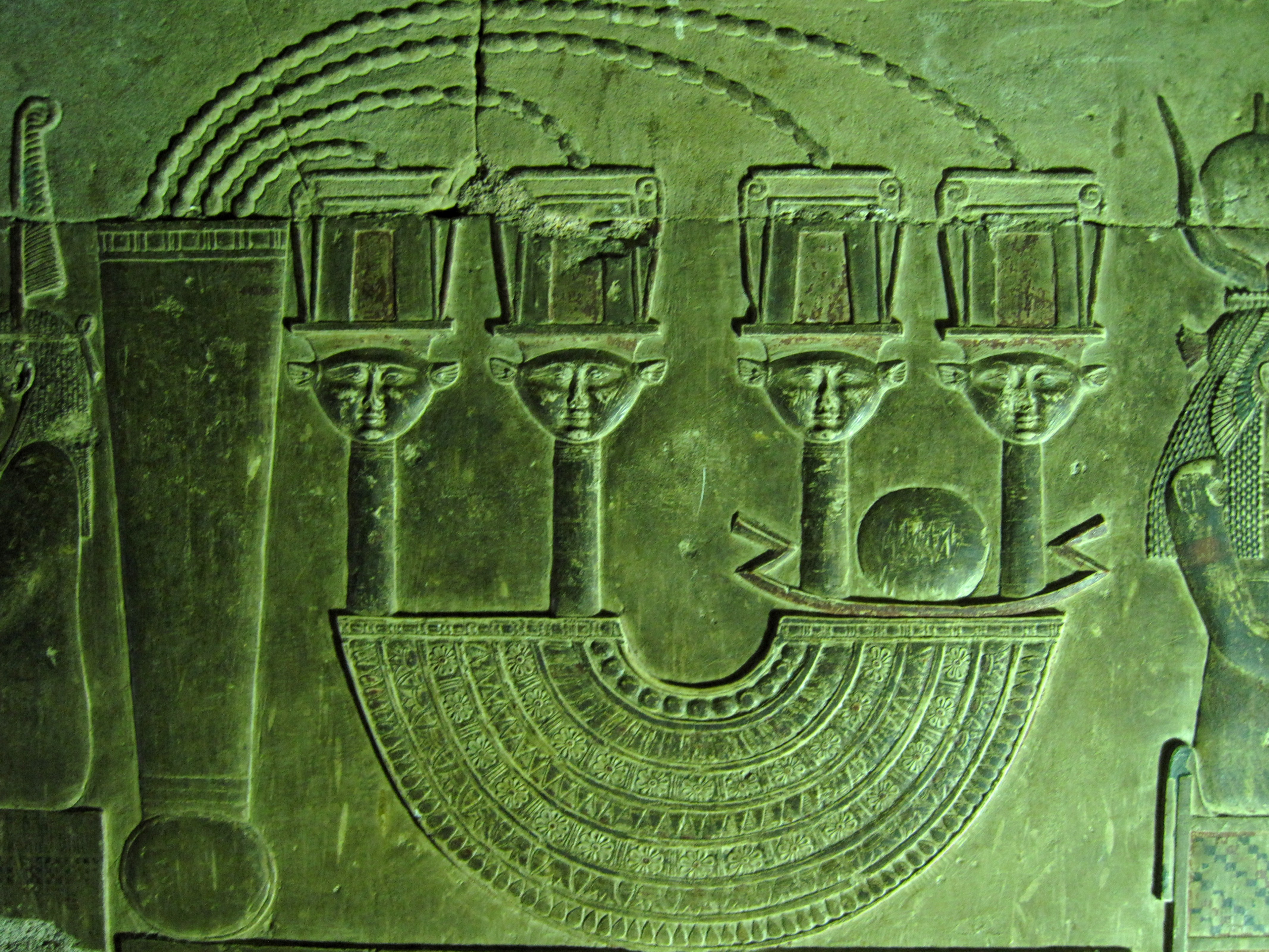
قلادة منات مفصلة مصورة في نقش بارز في معبد حتحور في دندرة

المنات أو المنيت (بالمصرية: 𓏠𓈖𓇋𓏏𓋧)، في الدين المصري القديم، قلادة ترتبط ارتباطًا وثيقًا بالإلهة حتحور.

## الوظيفة
كانت المنات تُحمل في اليد بواسطة جزء منها يعمل كثقل موازن وتُستخدم كخشخيشة من قبل كاهنات حتحور. كما كانت تُلبس كتميمة حماية، وخاصة من قبل ثيران أبيس.

## الأجزاء
عادةً ما كانت المنات تتضمن درعا صغيرة متصلة بأوتار خرزية. كانت الأطراف الأخرى للأوتار مربوطة بثقل يتدلى على ظهر اللابس. كانت الإيغيس غالبًا مصنوعة من الفاينس المصري، ولكن تم استخدام مواد أخرى مثل الجلد والبرونز أيضًا. غالبًا ما كانت منقوشة أو تحمل تصاوير لآلهة مرتبطة بحتحور.

## الغرض
كانت القلادة تهدف إلى ضمان الحظ السعيد والازدهار والحماية من الأرواح الشريرة. كما كانت تُلبس للحماية في الحياة الآخرة وغالبًا ما تُدفن مع الموتى، كهدية جنازية منذ عصر الرعامسة. كان من المتوقع أن تعزز الخصوبة والصحة الجيدة للنساء، وبالنسبة للرجال كانت ترمز إلى الفحولة.

## الهوامش
1. ↑  Ermann & Grapow, op. cit., 2, 76, 4.
2. ↑  Armour, op.cit., p. 91.
3. ↑  Ermann & Grapow, op. cit., 2, 75.18-76.3.
4. ↑  Hart, op. cit., p. 65.
5. ↑  Van der Toorn et al., op.cit., p. 70.
6. ↑  Bianchi, op. cit., p. 202.
7. ↑  Petrie Museum Collection - search for menat نسخة محفوظة 2012-09-06 at Archive.is
8. ↑  Lurker, op. cit., p. 132.
9. ↑  Doniger, op. cit., p. 709.